# 96 Tears
Singles de Question Mark and the Mysterians
I Need Somebody
(1966)
96 Tears est une chanson du groupe de garage rock américain Question Mark and the Mysterians (ou ? & The Mysterians) écrite et composée par son chanteur, Rudy Martinez. Elle sort en single en août 1966 et figure sur le premier album du groupe également intitulé 96 Tears.
Premier single de ? & The Mysterians, il sort dans un premier temps de façon limitée sur le petit label Pa-Go-Go, avant d'être distribué à plus grande échelle par le label Cameo-Parkway. Il connaît alors un grand succès aux États-Unis et au Canada, se classant en tête des ventes dans les deux pays, et entre dans les hit-parades de plusieurs pays d'Europe.
La chanson, devenue un classique du genre garage rock, avec sa ligne d'orgue qui permet aussitôt de l'identifier, et sa production sans fioritures, est souvent présentée comme un des morceaux à l'origine du mouvement punk rock.
96 Tears figure au 213e rang de la liste Les 500 plus grandes chansons de tous les temps selon Rolling Stone.

## Classements et certifications
| Classement (1966-1967)                  | Meilleure place |
| --------------------------------------- | --------------- |
| Allemagne (Media Control AG)            | 27              |
| Autriche (Ö3 Austria Top 40)            | 11              |
| Belgique (Wallonie Ultratop 50 Singles) | 20              |
| Canada (RPM 100 Singles)                | 1               |
| États-Unis (Billboard Hot 100)          | 1               |
| France (IFOP)                           | 7               |
| Royaume-Uni (UK Singles Chart)          | 37              |

| Pays              | Certification | Unités certifiées |
| ----------------- | ------------- | ----------------- |
| États-Unis (RIAA) | Or            | 1 000 000         |

## Reprises
La chanson a été reprise par différents artistes tels que : Aretha Franklin, The Residents, Thelma Houston, Garland Jeffreys, Suicide, The Stranglers (dont la version se classe 17e au Royaume-Uni et 9e en Irlande en 1990),, Iggy Pop, Tom Tom Club et en France par The Dogs.